# Trans Harmonic Nights
Trans Harmonic Nights è il secondo album di Peter Baumann, pubblicato nel 1979 dalla Virgin.

## Il disco
Si tratta del primo lavoro di Baumann dopo la dipartita definitiva dai Tangerine Dream, avvenuta un anno prima della pubblicazione dell'album. Trans Harmonic Nights si distingue dal precedente Romance '76 per un sound più accessibile e più distante dalle sonorità del gruppo, più vicino ai canoni della futura musica new age. I brani sono quasi tutti più brevi e melodici, più vicini alla forma-canzone rispetto alle composizioni meno canoniche del lavoro precedente, benché vi siano anche qui brani che accennano a sperimentazioni (come Meridian Moorland). Inoltre, per la prima volta in un album di Baumann, vi è l'ingresso della voce, qui però ancora filtrata attraverso vocoder ed utilizzata come una sorta di ulteriore strumento musicale. Questo passaggio a sonorità più "pop" può essere visto come preambolo alla virata new wave che caratterizzerà il lavoro successivo, dove Baumann si cimenterà anche come cantante.
Dell'album esiste una sola edizione in CD, edita nel 1990 e ritirata poco dopo dal mercato. Per questo e poiché l'album non è mai stato rimasterizzato, è oggi estremamente difficile trovarlo se non nell'edizione in vinile.

## Tracce
Musiche di Peter Baumann.
1. This Day – 5:10
2. White Bench and Black Bench – 5:30
3. Chasing the Dream – 4:34
4. Biking Up The Strand – 2:26
5. Phaseday – 5:50
6. Meridian Moorland – 4:34
7. The Third Site – 5:10
8. Dance at Dawn – 4:02

Durata totale: 37:16

## Musicisti
- Peter Baumann - sintetizzatori, tastiere, voce filtrata
- Wolfgang Thierfeld - batteria
- Bernhard Jobski - batteria